# 山口果歩
山口 果歩（やまぐち かほ、1984年11月26日 - ）は、日本の女優、女性タレント。所属事務所は、東京プロデュースセンター。千葉県生まれ。

## 人物
- 柔らかな人物だが、芯がピンっと張りのある雰囲気の印象的な人物。
- サイズ 身長153cm・B.83・W.55・H.83・S.23,0
- 趣味・特技 クラシックバレエ、楽器演奏、グラフィックデザイン

## 出演

### TV
- 2004.07 『公開アイドルオーディション』（スカイパーフェクTV）
- 2004.12 『ウンナンのマンガグルメ晩餐会』（TBS)
- 2004.12 『埋蔵金発掘』（テレビ東京）
- 2005.01 『マチャクリ旅館』（TBS）
- 2005.04 『Lead Generation』（MXTV）
- 2005.10 『どるばこ』（スカイパーフェクTV）
- 2005.12 『どるばこ』（スカイパーフェクTV）
- 2006.04〜 『〜明日も絶対〜パチるん?』パチ娘レギュラー（群馬テレビ）
- 2006.07〜 『Sアリーナ』レギュラーレポーター（CS FIGHTINGTVサムライ）

### 映画・DVD
- 2005.12 携帯配信ドラマ『看護士 月子』出演
- 2006.05 劇場用映画『かにゴールキーパー』出演
- 2009冬 映画『ヴィサージュ』ヒロイン
- 2009.3 DVD「約束」発売

### 舞台
- 劇団 東京フェスティバル「幸福な職場」（2009年4月24日-29日、千本桜ホール）
- 超新星オカシネマ「小鳥の水浴」（2009年9月、池ノ上シネマボカン）

## 写真集
- 2009.3　写真集「約束」発売

## 雑誌
- 2004.07 『Beppin School』グラビア（英知出版）
- 2004.08 『Beppin School』グラビア（英知出版）
- 2004.12 『Seiso』グラビア（ワニマガジン）
- 2005.01 『お嬢様が好き』グラビア・付録DVD（バウハウス）
- 2005.02 『ズバ王』表紙・グラビア（英知出版）
- 2005.02 『お嬢様が好き』ポスター・付録DVD（バウハウス）
- 2005.02 『フライデー』グラビア（講談社）
- 2005.03 『週刊SPA』グラビア（扶桑社）
- 2005.03 『GRAPHY』グラビア・付録DVD（KKベストセラーズ）
- 2005.04 『ベストビデオ』表紙（三和出版）
- 2005.05 『ZUBA』グラビア（英知出版）
- 2005.12 『別冊アイドルがいっぱい』グラビア（オーシャンライフ）

## その他芸能歴
- 2005.03 『週刊SPA』デジタル写真集（扶桑社）
- 2005.10 『アイドルがいっぱい』携帯グラビア配信（スターゲイト）
- 2005.12 『週刊SPA』デジタル写真集（扶桑社）
- 2005.12 『携帯ヤンマガ』グラビア（講談社）